# مقاطعة ألاموسا (كولورادو)
مقاطعة ألاموسا (بالإنجليزية: Alamosa County)‏ هي إحدى مقاطعات ولاية كولورادو في الولايات المتحدة الأمريكية.